# Ольсевич, Юлий Яковлевич
Юлий Яковлевич Ольсевич (16 мая 1929, Бийск — 12 ноября 2016, Москва) — советский и российский экономист, доктор экономических наук, профессор (1976). Главный научный сотрудник Института экономики РАН.

## Биография
Родился в 1929 году в городе Бийск, Алтайский край. Окончил в 1951 году экономический факультет МГУ.
С 1951 по 1957 год преподавал политическую экономию в Уральском политехническом институте им. Кирова (г. Свердловск). В 1957 году защитил кандидатскую диссертацию на экономическом факультете МГУ.
С 1957 по 1962 год работал редактором и заместителем заведующего экономической редакцией Издательства иностранной литературы (г. Москва). В эти годы редакция развернула выпуск серии трудов крупнейших западных экономистов. Непосредственно под редакцией Юлия Яковлевича впервые опубликованы русские издания таких книг, как «Экономические циклы и национальный доход» Элвина Хансена, «К теории экономической динамики» Роя Харрода, «Теория монополистической конкуренции» Эдварда Чемберлина, «Экономическая теория и исследование операций» Уильяма Баумоля, «Мировая экономика» Гуннара Мюрдаля и др.
С 1962 по 1965 года Юлий Яковлевич работал старшим научным сотрудником Института мировой экономики и международных отношений АН СССР. В этот период Юлием Ольсевичем впервые изучены, классифицированы и опубликованы в серии статей новейшие западные методы долгосрочного экономического прогнозирования в национальном и международном разрезах, опубликовано исследование о структурных сдвигах в мировой торговле и теоретический доклад о методах моделирования воспроизводства в мировой хозяйственной системе.
С 1965 по 2016 год Юлий Яковлевич работал в Институте экономики АН СССР (ныне — Институт экономики РАН). Первоначально в течение трех лет в качестве заведующего сектором мировых цен Юлий Яковлевич занимался разработкой теоретических основ ценообразования на мировом рынке, а также обоснованием путей совершенствования ценовой практики в торговле между странами — членами СЭВ. Результатом этой работы явился ряд рекомендаций для Госплана и Госкомцен, а также серия статей, монография «Теоретические и методологические проблемы совершенствования ценообразования на рынке СЭВ» (в соавторстве с М. Н. Жуковым) и ряд докладов на международных конференциях.
С начала 1968 года в Институте экономики АН СССР создается сектор с задачей критического изучения зарубежных экономических теорий, в первую очередь — западных работ по проблемам народного хозяйства СССР. Заведующим этим сектором назначается Ю. Я. Ольсевич. В работах сектора содержалась объективная информация как о новейших разработках зарубежных советологических центров, так и об исторической эволюции немарксистских экономических концепций социализма. В 1972 году Ю. Я. Ольсевичем в Институте экономики АН СССР защищена докторская диссертация «Критика буржуазных теорий воспроизводства», опубликована монография «Эффективность экономики социализма» , где подчеркивается задача перехода к интенсивному типу воспроизводства. Под руководством и при авторском участии Ю. Я. Ольсевича коллективом сектора опубликовано историко-теоретическое исследование «Буржуазные и мелкобуржуазные экономические теории социализма» в трех книгах, ряд монографий, посвященных зарубежным исследованиям по центральным проблемам экономики СССР (научно-технический прогресс, товарно-денежные отношения, планирование и др.). В 1980-е годы в связи с ухудшением экономических показателей в стране сектор под руководством Юлия Яковлевича готовит для Госплана серию аналитических материалов, которые были обобщены в докладе «Советологические прогнозы о проблемах экономического развития СССР», где внимание акцентировалось на кризисных процессах в хозяйстве. Одновременно Ю. Я. Ольсевич публикует ряд статей и брошюр, в которых разрабатываются экономически проблемы перестройки и бескризисного перехода к рынку (брошюры «Перестройка механизма хозяйствования», «Социальная переориентация экономики», «Рекомендации МВФ: вариант для СССР?», статья «Неизбежен ли кризис?»).
С 1992 года Юлий Ольсевич переходит на должность главного научного сотрудника Института экономики, разрабатывает теоретические проблемы экономических трансформаций и российской школы экономической мысли. По результатам исследований опубликованы серии статей и две книги («Трансформация хозяйственных систем» и «К теории экономических трансформаций»). Анализу послевоенного опыта реформирования советской экономики посвящена работа «Плановая система в ретроспективе» (подготовленная в соавторстве с профессором Хьюстонского университета Полом Грегори).
С 1969 по 2016 год Юлий Яковлевич читал курсы лекций на экономическом факультете МГУ им. М. В. Ломоносова по истории современной зарубежной экономической мысли и руководил работой аспирантов, в 1976 году ему было присвоено ученое звание профессора кафедры истории народного хозяйства и экономических учений МГУ. Одновременно Ю. Я. Ольсевич в течение трех десятилетий преподавал в Институте переподготовки и повышения квалификации при МГУ на кафедре экономической теории.
Юлий Яковлевич является соавтором ряда коллективных научных трудов, а также учебников и учебных пособий по истории экономической мысли и экономической теории (в том числе членом редколлегии шеститомной «Всемирной истории экономической мысли», соавтором и ответственным редактором её пятого тома, соавтором учебника «История экономических учений. Современный этап» и др.).
Под научным руководством Ю. Я. Ольсевича 21 аспирант подготовил и защитил кандидатские диссертации.
Юлий Яковлевич являлся членом Ученого совета Института экономики РАН и членом докторского диссертационного совета при этом институте, а также членом совета по защите докторских и кандидатских диссертаций при экономическом факультете МГУ.
Юлий Яковлевич принимал активное участие в организации и проведении ряда крупных общесоюзных и международных научных конференций. Начиная с 1989 года он выступал с докладами на конференциях в Хьюстонском, Джорджа Вашингтона и Гарвардском университетах (США), на конференциях Европейской ассоциации сравнительных экономических исследований в Гронингене, Будапеште и Гренобле. Читал лекции в Амстердамском и Роттердамском университетах (Нидерланды), Токийском университете и Университете Рицумейкан (Япония).
Ряд печатных работ Ю. Я. Ольсевича переведен на иностранные языки и издавался за рубежом.
Юлий Яковлевич трижды — в 1974, в 1999 и в 2005 году — награждался почетными грамотами Академии наук СССР и России, знаком «победитель соцсоревнования» и медалью «В память 850-летия Москвы». Являлся ветераном труда.
Владел английским и французским языками.

## Семья
Отец — Ольсевич Яков Ефимович (1899—1970). Окончил сельскую школу, 5 лет. Учился 1,5 года на вечерних общеобразовательных курсах, не закончил. Окончил Ленинградский коммунистический университет им. Г. Зиновьева, 4 года. Член ВКП (б) с 09.1918. С 8-летнего возраста работал: 9 лет сельскохозяйственным рабочим, почтальоном в Петрограде (1917—1918), политруком, ответорганизатором парткома полка (04.1918-04.1920), управляющий производственными мастерскими усобеса (6.20-10.21), помощником прокурора Ойратской АО с 08.1926. Репрессирован, с 1935 по 1954 год находился в лагерях на Колыме. По возвращении из лагерей жил в селе Старая Ситня в Подмосковье.
Мать — Ольсевич Шейна Евсеевна, фельдшер.
Супруга — Ольсевич Татьяна Афанасьевна, научный редактор.
Дочери — Заграевская Елена Юльевна, Тычинина Наталья Юльевна.
Зять — Заграевский Сергей Вольфгангович, искусствовед и живописец.
Тесть — Кривопалов Афанасий Павлович (25.04.1891 — 24.01.1964). Работал агрономом в Оренбургско-Тургайской губернии, исполнял обязанности районного агронома Оренбургского района, являлся старшим диспетчером Союзживконторы Министерства сельского хозяйства СССР (1950—1958).
Теща — Кривопалова Валентина Николаевна.

## Увлечения
Увлекался шахматами (имел разряд), боксом (имел разряд), историей, литературой. Любил проводить время в своем загородном доме в Подмосковье в селе Старая Ситня.

## Монографии
- Ольсевич Ю. Я. Эффективность экономики социализма. Архивная копия от 10 августа 2021 на Wayback Machine — М.: Мысль, 1972. — 288 с.
- Ольсевич Ю. Я. Трансформация хозяйственных систем. — М.: 1994.
- Ольсевич Ю. Я., Грегори П. Плановая система в ретроспективе. Анализ и интервью с руководителями планирования СССР. — М.: Экономический факультет МГУ, ТЕИС, 2000. — 159 с.
- Ольсевич Ю. Я. Влияние хозяйственных реформ в России и КНР на экономическую мысль Запада. Учебное пособие. — М.: ИНФРА-М, 2007. — 297 с. — (Учебники экономического факультета МГУ им. М. В. Ломоносова) — ISBN 5-16-002035-7
- Ольсевич Ю. Я. Психологические основы экономического поведения. — М.: ИНФРА-М, 2009. — 26 п. л.
- Ольсевич Ю. Я. Фундаментальная неопределенность рынка и концепции современного кризиса — М.: Институт экономики РАН, 2011. — 51 с.
- Ольсевич Ю. Я. Когнитивно-психологический сдвиг в аксиоматике экономической теории. Альтернативные гипотезы — Спб: Институт экономики РАН, Алетейя, 2012, 13,7 п. л.
- Ольсевич Ю. Я. Современный кризис «мейнстрима» в оценках его представителей (предварительный анализ) Архивная копия от 14 февраля 2019 на Wayback Machine — М.: Институт экономики РАН, 2013. — 46 c.
- Ольсевич Ю. Я. Фундаментальная неопределенность рынка и финансовые теории. — Алетейя, 2014. — 200 c.

## Главы в монографиях
- Ольсевич Ю. Я. Национальное хозяйство и социально-экономическая мысль (глава 6 в учебнике «Национальная экономика»). — М.: Институт экономики РАН, МГУ им. М. В. Ломоносова, ИНФРА-М, 2011, 3-е изд-е. — 1,9 п. л.
- Ольсевич Ю. Я. Упущенные варианты реформы (глава 11 в коллективной монографии экономического факультета МГУ «Социально-экономическая история России» т. 3 часть I, под ред. А. Г. Худокормова). — М.: Теис — 1,5 п. л.
- Ольсевич Ю. Я. Введение к III тому «Эпоха социальных переломов» («Мировая экономическая мысль сквозь призму веков», соавторы А. Г. Худокормов и Г. Г. Фетисов). — М.: Мысль, 2004 — 0,6 п. л.
- Ольсевич Ю. Я. Введение к IV тому «Век глобальных трансформаций» («Мировая экономическая мысль сквозь призму веков») — М.: Мысль, 2004 — 1,3 п. л.
- Ольсевич Ю. Я. Роль личности и инстинктов в развитии экономики и экономической науки («Мировая экономическая мысль сквозь призму веков», т. IV) — М.: Мысль, 2004 — 0,5 п. л.
- Ольсевич Ю. Я. Загадка кейнсианства («Мировая экономическая мысль сквозь призму веков», т. IV) — М.: Мысль, 2004 — 0,8 п. л.
- Ольсевич Ю. Я. От теории радикальных реформ к концепциям институциональной эволюции («Мировая экономическая мысль сквозь призму веков», т. IV) — М.: Мысль, 2004 — 1,5 п. л.
- Ольсевич Ю. Я. Пересмотр постулатов неоклассической теории в век институциональных трансформаций («Мировая экономическая мысль сквозь призму веков», т. IV, соавтор И. Г. Чаплыгина) — М.: Мысль, 2004 — 0,5 п. л.
- Ольсевич Ю. Я. От общенациональной экономической мысли к сталинской политэкономии («Мировая экономическая мысль сквозь призму веков», т. IV) — М.: Мысль, 2004 — 0,5 п. л.
- Ольсевич Ю. Я. Проблемы многоукладного развития России и экономическая теория («Мировая экономическая мысль сквозь призму веков», т. IV) — М.: Мысль, 2004 —0,9 п. л.
- Ольсевич Ю. Я. Может ли государство создать хозяйство, которым не в состоянии управлять? («Мировая экономическая мысль сквозь призму веков», т. IV) — М.: Мысль, 2004 —1,4 п. л.
- Ольсевич Ю. Я. Экономическая теория и глобальный уровень трансформаций. («Мировая экономическая мысль сквозь призму веков», т. IV) — М.: Мысль, 2004 — 0,7 п. л.;
- Ольсевич Ю. Я. Краткие очерки экономических взглядов Й. Шумпетера, К. Кларка, Ф. Броделя, У. Баумоля, В. Ойкена, Дж. К. Гэлбрейта, Р. Хейлбронера, Р. Нельсона, С. Уинтера, Е. А. Преображенского, Н. И. Бухарина, А. В. Чаянова, А. А. Богданова, Н. Д. Кондратьева, Л. Н. Юровского, Б. Д. Бруцкуса, Мао Цзэдуна, Дэн Сяопина, Н. А. Вознесенского, И. В. Сталина, Л. Д. Троцкого, А. Н. Косыгина, Дж. Стиглица, Дж. Сороса, Э. де Сото («Мировая экономическая мысль сквозь призму веков», т. IV) — М.: Мысль, 2004 — 5,1 п. л.
- Ольсевич Ю. Я. О специфике национальной школы экономической мысли в России. («Очерки истории российской экономической мысли» под редакцией А. И. Абалкина) — М.: Наука, 2003 — 1,3 п. л.
- Ольсевич Ю. Я. Национальное хозяйство и социально-экономическая мысль. (глава 6 в учебнике «Национальная экономика» под редакцией П. В. Савченко) — М.: Экономист, 2007 — 1,0 п. л.
- Ольсевич Ю. Я. Прогнозирование долгосрочных экономических процессов: дисбаланс между спросом и предложением на теорию (глава 3 в книге «Экономика как искусство» под редакцией О. И. Ананьин — М.: Наука, 2008 — 3,5 п. л.

## Публикации в рецензируемых журналах
- Ольсевич Ю. Я. Психологические аспекты современного экономического кризиса. — Вопросы экономики № 3, 2009. — 1,3 п. л.
- Ольсевич Ю. Я. Психология рынка и экономическая власть. — Вопросы экономики № 4, 2011. — 1,2 п. л.
- Ольсевич Ю. Я. Экономическая наука и политика перед фундаментальной неопределенностью рынка. — Мир перемен Архивная копия от 22 мая 2018 на Wayback Machine № 4, 2011. — 1 п. л.
- Ольсевич Ю. Я. Переход к инновационному развитию: как решить проблему? (рецензия на сборник «Инновационное развитие: экономика, интеллектуальные ресурсы, управление знаниями Архивная копия от 22 мая 2018 на Wayback Machine» под ред. Б. З. Мильнера, 2010, 624 стр.) — Вестник Института экономики РАН Архивная копия от 23 мая 2018 на Wayback Machine № 2, 2010. — 0,5 п. л.
- Ольсевич Ю. Я. Рецензия на книгу «Российская школа социально-экономической мысли» под ред. Ю. В. Якутина, 2010. — Вопросы экономики № 8, 2010 — 0,4 п. л.
- Ольсевич Ю. Я. За живую науку. Завещание Пола Энтони Самуэльсона — Мир перемен Архивная копия от 22 мая 2018 на Wayback Machine № 1, 2010 — 0,5 п. л.
- Ольсевич Ю. Я. Экономическая теория и природа человека: становится ли тайное явным? — Вопросы экономики № 12, 2007 — 1,0 п. л.
- Ольсевич Ю. Я. О специфике экономических институтов социальной сферы (теоретический аспект). Соавтор — В. Мазарчук. — Вопросы экономики № 5, 2005 — 0,6 п. л.;
- Ольсевич Ю. Я. Марксово наследие и современная экономическая наука («круглый стол» журнала «Вопросы экономики»). Выступление. — Вопросы экономики № 2, 2005 —0,3 п. л.
- Ольсевич Ю. Я. Экономическая теория и психогеномика. — Российский экономический журнал Архивная копия от 22 мая 2018 на Wayback Machine № 9-10, 2004 — 1,2 п. л.
- Ольсевич Ю. Я. О психогенетических и психосоциальных основах экономического поведения. — Montenegrin Journal of Economics Архивная копия от 22 мая 2018 на Wayback Machine ISSN 18005845 Vol. 3 № 6, Dec. 2007, — 3,0 п. л.
- Ольсевич Ю. Я. О национальном экономическом мышлении. — Вопросы экономики № 9, 1996 — с. 40 — 52.
- Ольсевич Ю. Я. «Желтое колесо» (механизм социально-экономической трансформации). — Вопросы экономики № 5, 1997 — с. 117—130.
- Olsevich Y. Y. Psychological Aspects of the Current Economic Crisis, problems of Economic Transition — M.E. Sharpe, Inc. vol 52 (5), Sept. 2009.

## Статьи в научных сборниках
- Ольсевич Ю. Я. Марксист Е. А. Преображенский и некоторые современные вопросы экономической науки (Статья в сборнике «Теория догоняющего развития Е. А. Преображенского и современность») — М.: Институт экономики РАН, 2011. — 0,4 п. л.
- Ольсевич Ю. Я. Социально-психологические аспекты инновационного развития системы (Глава 6-я в сборнике: «Социально-экономическая система России: реалии и вектор развития», под ред. П. В. Савченко) — М.:Институт экономики РАН, 2013 — 1,5 п. л.

## Публикации в материалах научных мероприятий
- Ольсевич Ю. Я. Современный кризис «мейнстрима» в оценках его представителей (предварительный анализ) (Публикация доклада на семинаре «Теоретическая экономика») — М.:, Институт экономики РАН, 2013 — 2,2 п. л.
- Ольсевич Ю. Я. Фундаментальная неопределенность рынка и концепции современного кризиса (Публикация доклада на семинаре «Теоретическая экономика»). — М.: Институт экономики РАН, 2011 — 2,2 п. л.
- Ольсевич Ю. Я. Методологические основы современных теорий финансовых рынков (Публикация доклада на семинаре «Теоретическая экономика»). — М.: Институт экономики РАН, 2009 — 2,2 п. л.
- Ольсевич Ю. Я. Когнитивно-психологический сдвиг в экономической теории (альтернативные гипотезы) (Научный доклад на семинаре Института экономики РАН «Теоретическая экономика»). — М.: Институт экономики РАН, 2007 — 3,1 п. л.